# Kreiz Breizh Elites Dames 2018
La 1re édition du Kreiz Breizh Elites Dames a eu lieu le 26 juillet 2018. La course fait partie du calendrier international féminin UCI 2018 en catégorie 1.2. Elle est remportée par la Britannique Danielle Christmas.

## Équipes
| Équipes féminines professionnelles (3)- Bizkaia-Durango - FDJ-Nouvelle Aquitaine-Futuroscope - Sopela Women's Team Équipe nationale- Irlande Équipe amateur- Centre mondial du cyclisme Équipe féminines amateur (12)- Bio Frais - Breizh Ladies - DN 17 Nouvelle-Aquitaine - DN Auvergne-Rhône Alpes - DN Languedoc Le Boulou - Macogep - Río Miera-Cantabria Deporte - Centre Val de Loire - UC Vern-sur-Seiche - VC Morteau Montbenoit - Vélo Sprint Bouchain - YRDP Fred Whitton Challenge |
| |

En plus 2 équipes ne sont pas dans la liste ci-dessus : la sélection des Côtes d'Armor et l'équipe VWZ.

## Récit de course
Danielle Christmas et Maëlle Grossetête attaquent durant la course. Elles entrent sur le circuit final ensemble. Elles ont deux minutes d'avance sur le peloton. Pauline Allin est un temps en poursuite, mais ne fait pas la jonction. Les deux coureuses se disputent la victoire. Dans la dernière côte, Danielle Christmas accélère et s'impose détâchée. Derrière, Sofie de Vuyst règle le peloton.

## Classements

### Classement final
| \| Classement général \| Classement général \| Classement général \| Classement général \| Classement général \| \| Coureuse \| Coureuse \| Pays \| Équipe \| Temps \| \| ------------------ \| ------------------------- \| ------------------ \| ---------------------------------- \| ------------------ \| \| 1re \| Danielle Christmas \| Royaume-Uni \| Bizkaia-Durango \| 3 h 29 min 22 s \| \| 2e \| Maëlle Grossetête \| France \| FDJ-Nouvelle Aquitaine-Futuroscope \| + 5 s \| \| 3e \| Sofie De Vuyst \| Belgique \| Doltcini-Van Eyck Sport \| + 1 min 51 s \| \| 4e \| Eugénie Duval \| France \| FDJ-Nouvelle Aquitaine-Futuroscope \| + 1 min 51 s \| \| 5e \| Paula Patiño \| Colombie \| Centre mondial du cyclisme \| + 1 min 51 s \| \| 6e \| Manon Souyris \| France \| Bio Frais \| + 1 min 51 s \| \| 7e \| Pascale Jeuland-Tranchant \| France \| Doltcini-Van Eyck Sport \| + 1 min 51 s \| \| 8e \| Jade Wiel \| France \| VC Morteau Montbenoit \| + 1 min 51 s \| \| 9e \| Victorie Guilman \| France \| FDJ-Nouvelle Aquitaine-Futuroscope \| + 1 min 51 s \| \| 10e \| Audrey Cordon-Ragot \| France \| Wiggle High5 \| + 1 min 51 s \| |                           |             |                                    |                 |
| |                           |             |                                    |                 |
| |                           |             |                                    |                 |
| Classement général |                           |             |                                    |                 |
| Coureuse | Coureuse                  | Pays        | Équipe                             | Temps           |
| 1re | Danielle Christmas        | Royaume-Uni | Bizkaia-Durango                    | 3 h 29 min 22 s |
| 2e | Maëlle Grossetête         | France      | FDJ-Nouvelle Aquitaine-Futuroscope | + 5 s           |
| 3e | Sofie De Vuyst            | Belgique    | Doltcini-Van Eyck Sport            | + 1 min 51 s    |
| 4e | Eugénie Duval             | France      | FDJ-Nouvelle Aquitaine-Futuroscope | + 1 min 51 s    |
| 5e | Paula Patiño              | Colombie    | Centre mondial du cyclisme         | + 1 min 51 s    |
| 6e | Manon Souyris             | France      | Bio Frais                          | + 1 min 51 s    |
| 7e | Pascale Jeuland-Tranchant | France      | Doltcini-Van Eyck Sport            | + 1 min 51 s    |
| 8e | Jade Wiel                 | France      | VC Morteau Montbenoit              | + 1 min 51 s    |
| 9e | Victorie Guilman          | France      | FDJ-Nouvelle Aquitaine-Futuroscope | + 1 min 51 s    |
| 10e | Audrey Cordon-Ragot       | France      | Wiggle High5                       | + 1 min 51 s    |

### Points UCI
| Position           | 1er | 2e | 3e | 4e | 5e | 6e | 7e | 8e à 10e |
| Classement général | 40  | 30 | 25 | 20 | 15 | 10 | 5  | 3        |